# 双葉町 (羽村市)
双葉町（ふたばちょう）は、東京都羽村市の町名。現行行政地名は双葉町一丁目から双葉町三丁目。住居表示実施済み区域。

## 地理
羽村市の南東部に位置し、西に神明台、北に川崎と羽、東に瑞穂町むさし野、南に川崎（横田基地）に接している。

### 地価
住宅地の地価は、2025年（令和7年）1月1日の公示地価によれば、双葉町2-13-38の地点で12万6000円/m2となっている。

## 世帯数と人口
2025年（令和7年）7月1日現在（羽村市発表）の世帯数と人口は以下の通りである。
| 丁目         | 世帯数    | 人口    |
| ------------ | --------- | ------- |
| 双葉町一丁目 | 48世帯    | 99人    |
| 双葉町二丁目 | 859世帯   | 1,939人 |
| 双葉町三丁目 | 363世帯   | 755人   |
| 計           | 1,270世帯 | 2,793人 |

### 人口の変遷
国勢調査による人口の推移。
| 年                 | 人口  |
| ------------------ | ----- |
| 1995年（平成7年）  | 2,616 |
| 2000年（平成12年） | 2,719 |
| 2005年（平成17年） | 2,603 |
| 2010年（平成22年） | 3,034 |
| 2015年（平成27年） | 3,113 |
| 2020年（令和2年）  | 2,927 |

### 世帯数の変遷
国勢調査による世帯数の推移。
| 年                 | 世帯数 |
| ------------------ | ------ |
| 1995年（平成7年）  | 793    |
| 2000年（平成12年） | 886    |
| 2005年（平成17年） | 899    |
| 2010年（平成22年） | 1,061  |
| 2015年（平成27年） | 1,115  |
| 2020年（令和2年）  | 1,107  |

## 学区
市立小・中学校に通う場合、学区は以下の通りとなる（2012年6月時点）。
- 区域 : 一丁目〜三丁目 各全域
  - 小学校 : 羽村市立武蔵野小学校
  - 中学校 : 羽村市立羽村第三中学校

## 交通

### 道路
- 東京都道166号瑞穂あきる野八王子線

## 事業所
2021年（令和3年）現在の経済センサス調査による事業所数と従業員数は以下の通りである。
| 丁目         | 事業所数 | 従業員数 |
| ------------ | -------- | -------- |
| 双葉町一丁目 | 6事業所  | 95人     |
| 双葉町二丁目 | 34事業所 | 264人    |
| 双葉町三丁目 | 11事業所 | 46人     |
| 計           | 51事業所 | 405人    |

### 事業者数の変遷
経済センサスによる事業所数の推移。
| 年                 | 事業者数 |
| ------------------ | -------- |
| 2016年（平成28年） | 45       |
| 2021年（令和3年）  | 51       |

### 従業員数の変遷
経済センサスによる従業員数の推移。
| 年                 | 従業員数 |
| ------------------ | -------- |
| 2016年（平成28年） | 447      |
| 2021年（令和3年）  | 405      |

## 施設
- 西多摩病院

## その他

### 日本郵便
- 郵便番号 : 205-0022[3]（集配局 : 羽村郵便局[16]）。